# دفتر مرکزی چاینا ریسورسز
دفتر مرکزی چاینا ریسورسز (انگلیسی: China Resources Headquarters) ساختمان اداری ۶۸ طبقه مستقر در ناحیه نانشان، شنژن، شنژن، گوانگ‌دونگ، چین و متعلق به شرکت چاینا ریسورسز است، که در سال ۲۰۱۸ احداث گردید.